# 韓載雄
韓載雄（Han Jae-woong，1984年9月29日—），生於南韓仁川，南韓足球運動員，司職左中場，擁有相當速度及個人突破能力，現時效力K聯賽球會大邱FC。

## 球會生涯
韓載雄生於南韓仁川，曾在K聯賽上陣過134次，期間効力蔚山現代、仁川聯及全南天龍等球會，以及在2003年為南韓U20出戰世青盃，於2015年3月21日以自由身來港加盟香港超級聯賽球會標準流浪，短時間內已證明自己的能力，來港首戰鬥聯賽榜首傑志即以其變速及突破能力令對手疲於奔命，雖然韓載雄全季上陣7次取得1個入球，但其突破力吸引到不少球會注意，在2015年6月1日國際七人賽銀盾賽決賽協助流浪以3–1友誼聯賽選手隊捧走主賽銀盾賽冠軍。於2015年6月轉會另一支港超聯球隊東方，不過東方在2015年12月決定回收巴西外援基頓，為了騰出外援名額而選擇放棄韓載雄。

## 外部連結
- 香港足球總會網頁球員註冊資料 （页面存档备份，存于）